# Stellena capensis
Stellena capensis är en insektsart som beskrevs av Metcalf 1955. Stellena capensis ingår i släktet Stellena och familjen dvärgstritar. Inga underarter finns listade i Catalogue of Life.